# Донгола
Донгола (араб. دنقلا) — місто, розташоване в суданському штаті Північний в Нубійській пустелі на середній течії Нілу. Не слід плутати зі Старою Донголою — стародавнім містом, розташований за 80 км вгору за течією Нілу на протилежному березі.

## Клімат
Місто знаходиться у зоні, котра характеризується кліматом тропічних пустель. Найтепліший місяць — червень із середньою температурою 34 °C (93.2 °F). Найхолодніший місяць — січень, із середньою температурою 18.6 °С (65.5 °F).
| Клімат Донголи              | Клімат Донголи | Клімат Донголи | Клімат Донголи | Клімат Донголи | Клімат Донголи | Клімат Донголи | Клімат Донголи | Клімат Донголи | Клімат Донголи | Клімат Донголи | Клімат Донголи | Клімат Донголи | Клімат Донголи |
| Показник                    | Січ.           | Лют.           | Бер.           | Квіт.          | Трав.          | Черв.          | Лип.           | Серп.          | Вер.           | Жовт.          | Лист.          | Груд.          | Рік            |
| Абсолютний максимум, °C     | 40             | 42             | 45             | 46             | 48             | 49             | 49             | 48             | 47             | 48             | 41             | 39             | 49             |
| Середній максимум, °C       | 28             | 30             | 33             | 40             | 41             | 43             | 43             | 42             | 42             | 38             | 35             | 29             | 37             |
| Середня температура, °C     | 19             | 21             | 23             | 29             | 31             | 34             | 33             | 33             | 33             | 29             | 25             | 19             | 27             |
| Середній мінімум, °C        | 10             | 12             | 14             | 18             | 21             | 24             | 24             | 25             | 24             | 20             | 16             | 10             | 18             |
| Абсолютний мінімум, °C      | 3              | 2              | 5              | 10             | 12             | 16             | 17             | 20             | 18             | 9              | 8              | 4              | 2              |
| Норма опадів, мм            | 0.3            | 0              | 0              | 0              | 0              | 0.4            | 3              | 7.3            | 0.1            | 0.4            | 0              | 0              | 11.5           |
| Днів з опадами              | 0,1            | 0              | 0,1            | 0              | 0,1            | 0              | 0,6            | 1              | 0,1            | 0,2            | 0              | 0              | 2,2            |
| Вологість повітря, %        | 34.5           | 29.3           | 22.5           | 20.2           | 17.6           | 17             | 21.4           | 22.9           | 21.3           | 24.6           | 31.6           | 35.7           | 24.9           |
| --------------------------- | -------------- | -------------- | -------------- | -------------- | -------------- | -------------- | -------------- | -------------- | -------------- | -------------- | -------------- | -------------- | -------------- |
| Джерело: опади, температура |                |                |                |                |                |                |                |                |                |                |                |                |                |

## Історія
Як вдалося встановити археологам, Стара Донгола Існувала вже за часів Куша, згодом служила столицею Мукуррського царства. Остаточна ісламізація припадає на час Сеннару (XVI століття). У 1821 році після набігу Мухаммеда-Алі область була підпорядкована мамелюцькому Єгипту.
З 1885 року Донгольська область складала частину володінь Махді, і тут в 1896 році британський генерал Герберт Кітченер завдав вирішальної поразки махдістам. На честь цієї події була названа вулиця (Донгола-роуд) в південноанглійському місті Бішопстон а також дорога в Тоттенхемі, яка проходить поряд з маєтком Кітченера.

## Транспортне сполучення
В кінці 2012 року сучасне асфальтове шосе Донгола — Ваді-Хальфа (східніше Нілу) здано в експлуатацію. Також після деякого потепління відносин між Єгиптом і Північним Суданом була добудована транскордонна дорога з Ваді-Хальфа в Єгипет. Ці два сегменти стануть частиною трансафриканського шосе Каїр-Кейптаун.